# Rezerwat przyrody Rabinówka
Rezerwat przyrody Rabinówka – faunistyczny rezerwat przyrody położony we wschodniej części województwa podlaskiego, w gminie Gródek w powiecie białostockim.
Celem ochrony przyrody w rezerwacie jest zachowanie ze względów dydaktycznych, przyrodniczych i naukowych miejsca występowania rzadkich i chronionych populacji cietrzewia i gatunków awifauny lęgowej na terenie Niecki Gródecko-Michałowskiej.

## Opis
Rezerwat przyrody Rabinówka utworzony został 29 grudnia 2005 na mocy rozporządzenia Nr 67/05 Wojewody Podlaskiego z dnia 2 grudnia 2005. Rezerwat znajduje się na gruntach będących własnością Skarbu Państwa, zarządzanych przez Nadleśnictwo Waliły, a nadzorowanych przez Regionalnego Dyrektora Ochrony Środowiska w Białymstoku.
Rezerwat przyrody Rabinówka, znajdujący się w części Niecki Gródecko-Michałowskiej, był w latach 70. XIX w. obszarem użytkowanym rolniczo, przede wszystkim jako łąki kośne. Powstanie Rowu Tartacznego pod koniec XIX w. oraz przeprowadzone w latach 50., 70. i 80. XX w. melioracje, miały wpływ na poważne obniżenie poziomu wód gruntowych nie tylko na terenie rezerwatu ale też w całej Niecce. Te modyfikacje oraz zaprzestanie użytkowania gruntów rolnych przyczyniły się do zubożenia cenionych siedlisk.

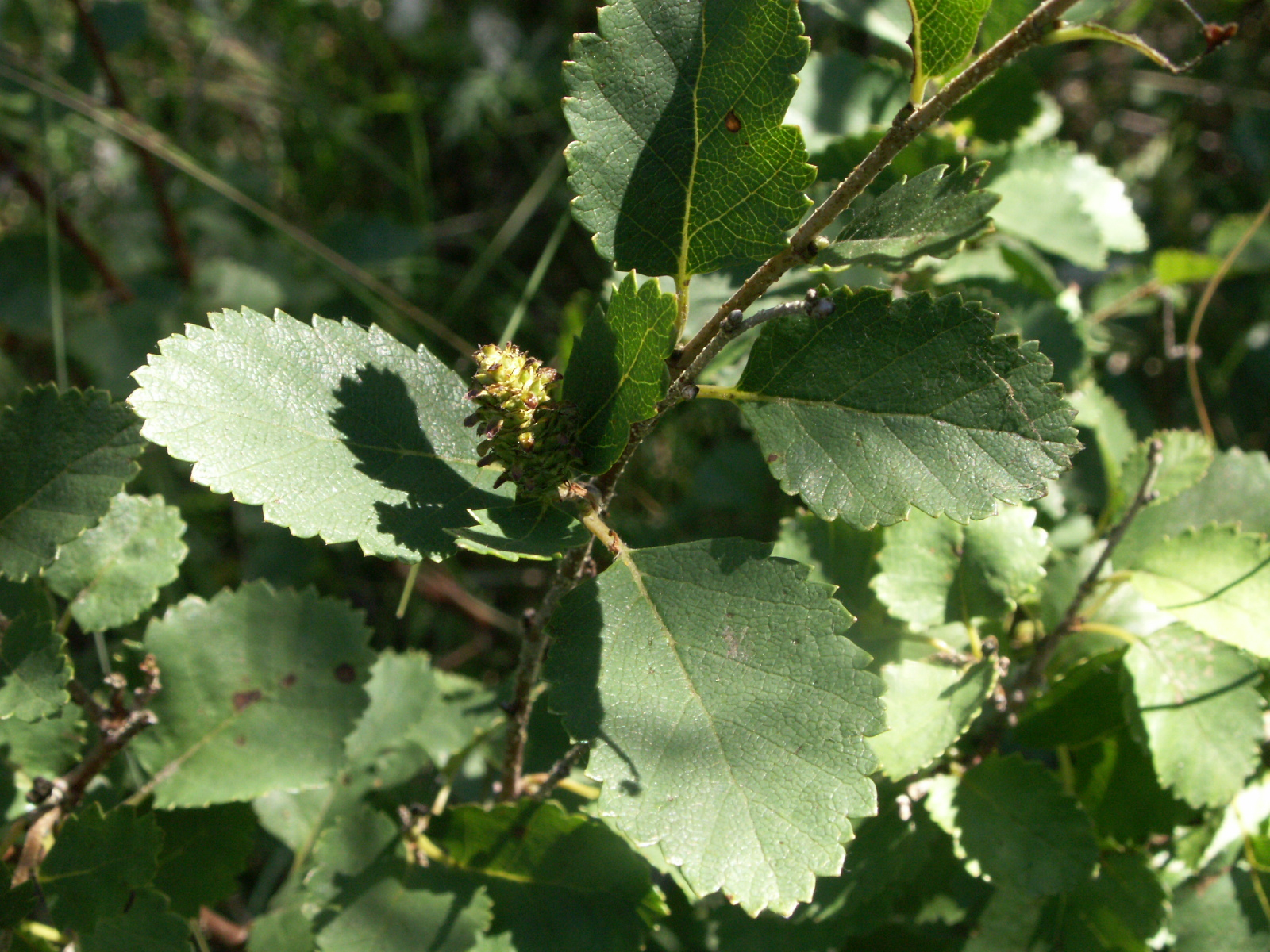
Brzoza niska

Rezerwat jest położony w okolicy wsi Mieleszki-Kolonia, w południowo-zachodniej części nadleśnictwa. Obfitością wody i typami roślinności przypomina Kotlinę Biebrzańską. Stanowi ostoję zwierzyny, szczególnie jeleniowatych: sarny, jelenie, łosie. Obserwacje prowadzone w latach 1992–1993 przez Północnopodlaskie Towarzystwo Ochrony Ptaków określiły występowanie na tym terenie 207 gatunków ptaków, z czego 140 gatunków gniazdujących. Znajduje się tam wiele bardzo rzadkich, a nawet zagrożonych wyginięciem występowania w Europie. Występują tam m.in. cietrzew, bekas dubelt, kulik wielki, przepiórka zwyczajna, bocian czarny, puchacz i orlik krzykliwy.
Jednym z cenniejszych składników flory rezerwatu jest brzoza niska, znajdująca się pod ścisłą ochroną gatunkową. Umieszczona jest w Polskiej Czerwonej Księdze Roślin jako gatunek zagrożony wyginięciem na terenie Polski. To gatunek borealny (północny), relikt glacjalny, który zachował się z okresu lodowcowego. Zarastanie torfowisk i osuszanie w ostatnich dziesięcioleciach ma wpływ na zanikanie skupisk brzozy niskiej w Polsce.
Rezerwat nie ma aktualnego planu ochrony, posiada natomiast obowiązujące zadania ochronne, na podstawie których jego obszar objęty jest ochroną czynną.